# وكالة الأدوية والأجهزة الطبية
وكالة الأدوية والأجهزة الطبية (باليابانية: 独立行政法人 医薬品医療機器総合機構) هي منظمة حكومية يابانية مشابهة لوظيفة إدارة الغذاء والدواء في الولايات المتحدة والوكالة التنظيمية للأدوية ومنتجات الرعاية الصحية في المملكة المتحدة ووكالة الأدوية الأوروبية في الاتحاد الأوروبي أو المنظمة المركزية للسيطرة القياسية للأدوية في الهند.

## روابط خارجية
- الموقع الرسمي